# Tarcisio Burgnich
Tarcisio Burgnich, född 25 april 1939 i Ruda i Friuli-Venezia Giulia, död 26 maj 2021 i Forte dei Marmi i Toscana, var en italiensk fotbollsspelare.
Romeo Benetti spelade i bl.a. Udinese, Juventus och Palermo innan han kom till Inter. Han firade stora framgångar under Helenio Herrera och dennes catenaccio-system. Burgnich var en del i Inters storlag, La Grande Inter: fem italienska mästerskap, två segrar i Europacupen för mästarlag och två segrar i Interkontinentalcupen. 
Tarcisio Burgnich gjorde 66 A-landskamper för Italien och deltog i VM 1966, VM 1970 och VM 1974. Europamästare 1968 och VM-silver 1970.